# 간주르구현

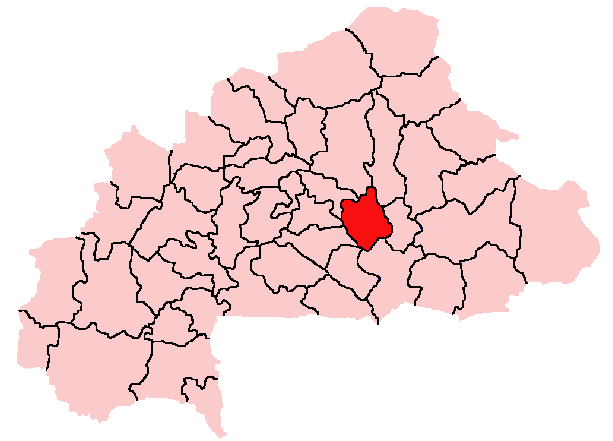
간주르구현의 위치

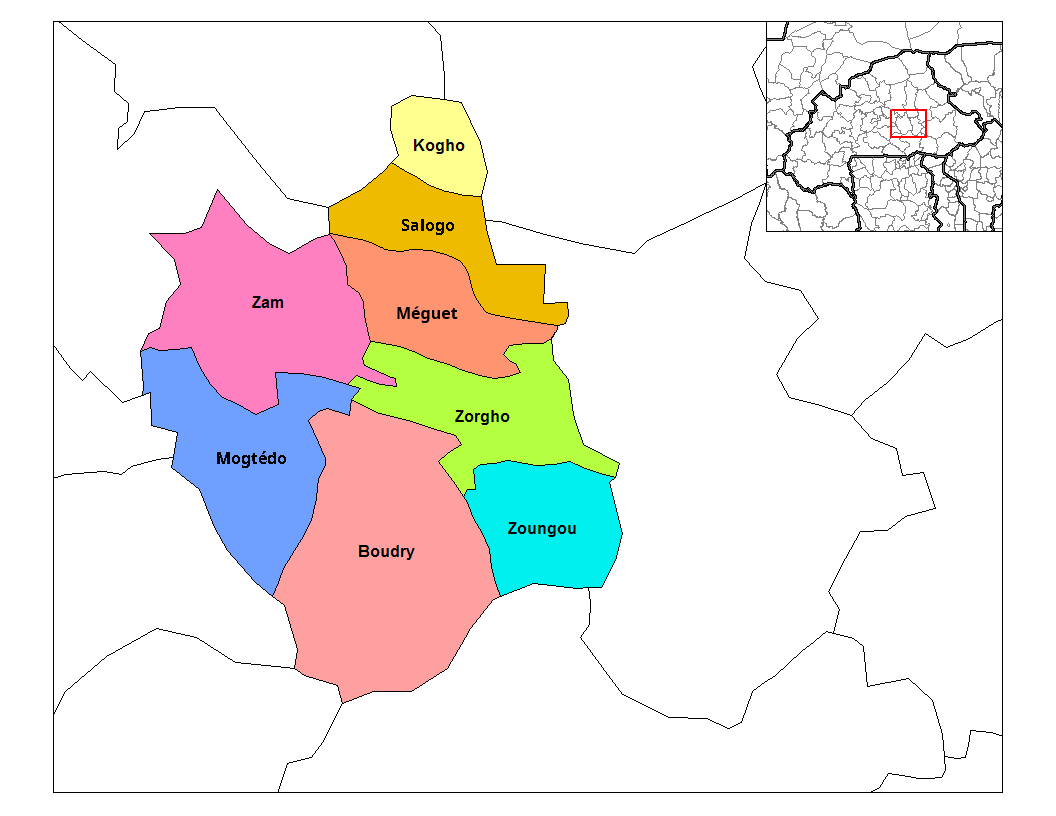
간주르구현의 행정 구역

간주르구현(프랑스어: Ganzourgou)은 부르키나파소 플라토상트랄주에 위치한 현으로, 현도는 조르고이며 면적은 4,178km2, 인구는 319,830명(2006년 기준)이다. 8개 군(부드리군, 코고군, 메게트군, 모그테도군, 살로고군, 잠군, 조르고군, 중구군)을 관할한다.

## 같이 보기
- 부르키나파소의 주
- 부르키나파소의 현